# موتور آرزو رحیمی چاه حسن
موتور آرزو رحیمی چاه حسن یک روستا در منطقهٔ جازموریان در استان کرمان است . موتور آرزو رحیمی چاه حسن ۶۸ نفر جمعیت دارد. همانگونه که اغلب روستاهایی که در مناطق مختلف کشور عزیزمان وجود دارند دارای جاذبه تفریحی هم دارد این روستا هم از مناطق دیدنی زیبایی برخوردار است.